# Isole Revillagigedo
Le isole Revillagigedo (Islas Revillagigedo o Archipiélago de Revillagigedo in spagnolo) sono un arcipelago messicano di origine vulcanica situato nell'oceano Pacifico.
Le isole appartengono allo Stato di Colima e sono localizzate tra i 720 e i 900 km a ovest della città di Manzanillo. Sono poste a soli 365 km a sud di Cabo San Lucas (Bassa California del Sud). L'isola principale ha coordinate 18°49′17″N 112°45′50″W.
Il loro nome è in onore di Juan Vicente de Güemes Padilla Horcasitas y Aguayo, secondo conte di Revilla Gigedo e 53° viceré della Nuova Spagna dal 1789 al 1794.

## Geografia
L'arcipelago ha una superficie totale di 157,81 km² ed è composto da 4 isole:
- Socorro, 132 km²
- Clarión, 19,8 km²
- San Benedicto, 5,9 km²
- Roca Partida, 0,014 km²